# Invazija na Gozo
Invazija na Gozo dogodila se u srpnju 1551., kada je Osmansko Carstvo osvojilo malteški otok Gozo, nakon neuspješnog pokušaja osvojanja većeg malteškog otoka.
Zapovjednik osmanske flote bio je Sinan-paša, podrijetlom Hrvat. Osmanlije su nakon neuspješnog pokušaja osvajanja glavnog malteškog otoka u blizini Marsamxetta, skrenuli svoju pozornost na Mdinu, gdje su pljačkali i palili sela na putu. U međuvremenu, vitezovi Mdine, pod zapovjedništvom Villeganiona, organizirali su obranu.
Osmanlije su odlučile zaobići Mdinu i napasti Gozo, koji je bio pod zapovjedništvom guvernera Gelatiana de Sessa. Nakon nekoliko dana bombardiranja, de Sessa je pokušao pregovarati sa Sinan pašom, no potonji je odbio. Nekoliko dana kasnije glavna utvrda je kapitulirala. Oko 300 ljudi pobjeglo je i sakrilo se od Osmanlija. Ostalih 6000 ljudi, uključujući i guvernera de Sessa i vitezove, odvedeni su u ropstvo, kada su Osmanlije zaplovili prema Tripoliju 30. srpnja. 1551. Osmanlije su poštedjeli samo jednog redovnika i četrdeset starijih stanovnika. 
Otoku je trebalo 150 godina, da se poveća broj stanovnika na broj prije osmanske invazije.
Nova opsada Malte zbila se 1565. kad je Osmansko Carstvo napalo otok Maltu koju su tad držali i branili malteški vitezovi. Maltežani su se obranili.